# Potential Breakup Song
Potential Breakup Song es el primer sencillo del segundo álbum de estudio Insomniatic del dúo Pop adolescente estadounidense Aly & AJ. Electropop y fue lanzada el 26 de junio de 2007 en  ocupando la posición nº17 en U.S. Billboard Hot 100.

## Video musical
Dirigida por Chris Applebaum y grabada del 18 al 19 de enero de 2007. Tuvo su estreno mundial en MTV - TRL - 18 de junio de 2007 del año. En Polonia, el video musical se mostró por primera vez en la estación de televisión  VIVA Polska, luego en MTV Polska. En YouTube, el video ha sido visto hasta ahora por 41 millones de espectadores de todo el mundo, y casi 115,000 usuarios comentaron el video  YouTube.
- Datos: Q2569998